# Atlanta Tennis Championships 2010 - Qualificazioni singolare
Le qualificazioni del singolare  dell'Atlanta Tennis Championships 2010 sono state un torneo di tennis preliminare per accedere alla fase finale della manifestazione. I vincitori dell'ultimo turno sono entrati di diritto nel tabellone principale. In caso di ritiro di uno o più giocatori aventi diritto a questi sono subentrati i lucky loser, ossia i giocatori che hanno perso nell'ultimo turno ma che avevano una classifica più alta rispetto agli altri partecipanti che avevano comunque perso nel turno finale.
Le qualificazioni del Atlanta Tennis Championships  2010 prevedevano 26 partecipanti di cui 4 sono entrati nel tabellone principale.

## Teste di serie
1. Igor' Kunicyn (Qualificato)
2. Ryan Sweeting (Qualificato)
3. Harel Levy (ultimo turno)
4. Santiago González (secondo turno)

1. Tim Smyczek (ultimo turno)
2. Nick Lindahl (Qualificato)
3. Gilles Müller (Qualificato)
4. Giovanni Lapentti (secondo turno)

## Qualificati
1. Igor' Kunicyn
2. Ryan Sweeting

1. Gilles Müller
2. Nick Lindahl

## Tabellone

### Legenda
| - Q = Qualificato - WC = Wild card - LL = Lucky loser | - ALT = Alternate - SE = Special Exempt - PR = Protected Ranking | - w/o = Walkover - r = Ritirato - d = Squalificato |

### Sezione 1
|  | Primo turno     | Primo turno     | Primo turno     | Primo turno | Primo turno |  |  | Secondo turno | Secondo turno   | Secondo turno   | Secondo turno | Secondo turno |   |   | Ultimo turno | Ultimo turno  | Ultimo turno  | Ultimo turno | Ultimo turno |  |
|  |                 |                 |                 |             |             |  |  |               |                 |                 |               |               |   |   |              |               |               |              |              |  |
|  |                 |                 |                 |             |             |  |  |               |                 |                 |               |               |   |   |              |               |               |              |              |  |
|  |                 |                 |                 |             |             |  |  | 1             | Igor' Kunicyn   | Igor' Kunicyn   | 6             | 6             |   |   |              |               |               |              |              |  |
|  | Nathan Thompson | Nathan Thompson | Nathan Thompson | 6           | 6           |  |  |               | Nathan Thompson | Nathan Thompson | 4             | 0             |   |   |              |               |               |              |              |  |
|  | B Balleret      | B Balleret      | B Balleret      | 3           | 4           |  |  |               |                 |                 |               |               |   |   | 1            | Igor' Kunicyn | Igor' Kunicyn | 7            | 6            |  |
|  | Brendan Evans   | Brendan Evans   | Brendan Evans   | 7           | 6           |  |  |               |                 |                 | Brendan Evans | Brendan Evans | 5 | 2 |              |               |               |              |              |  |
|  | Artem Sitak     | Artem Sitak     | Artem Sitak     | 5           | 3           |  |  |               | Brendan Evans   | 6               | 3             | 6             |   |   |              |               |               |              |              |  |
|  | 8               | G Lapentti      | G Lapentti      | 6           | 6           |  |  | 8             | G Lapentti      | 3               | 6             | 4             |   |   |              |               |               |              |              |  |
|  |                 | Drake Bernstein | Drake Bernstein | 1           | 3           |  |  |               |                 |                 |               |               |   |   |              |               |               |              |              |  |

### Sezione 2
|  | Primo turno    | Primo turno    | Primo turno  | Primo turno | Primo turno |  |  | Secondo turno | Secondo turno  | Secondo turno  | Secondo turno | Secondo turno |   |   | Ultimo turno | Ultimo turno  | Ultimo turno  | Ultimo turno | Ultimo turno |  |
|  |                |                |              |             |             |  |  |               |                |                |               |               |   |   |              |               |               |              |              |  |
|  |                |                |              |             |             |  |  |               |                |                |               |               |   |   |              |               |               |              |              |  |
|  |                |                |              |             |             |  |  | 2             | Ryan Sweeting  | Ryan Sweeting  | 6             | 6             |   |   |              |               |               |              |              |  |
|  | Michael Shabaz | Michael Shabaz | 7            | 2           | 6           |  |  |               | Michael Shabaz | Michael Shabaz | 4             | 3             |   |   |              |               |               |              |              |  |
|  | Luka Gregorc   | Luka Gregorc   | 6(1)         | 6           | 4           |  |  |               |                |                |               |               |   |   | 2            | Ryan Sweeting | Ryan Sweeting | 6            | 6            |  |
|  | Cecil Mamiit   | Cecil Mamiit   | Cecil Mamiit | 6           | 6           |  |  |               |                | 5              | Tim Smyczek   | Tim Smyczek   | 4 | 4 |              |               |               |              |              |  |
|  | Matt Reid      | Matt Reid      | Matt Reid    | 2           | 4           |  |  |               | Cecil Mamiit   | Cecil Mamiit   | 4             | 2             |   |   |              |               |               |              |              |  |
|  |                |                |              |             |             |  |  | 5             | Tim Smyczek    | Tim Smyczek    | 6             | 6             |   |   |              |               |               |              |              |  |
|  |                |                |              |             |             |  |  |               |                |                |               |               |   |   |              |               |               |              |              |  |

### Sezione 3
|  | Primo turno      | Primo turno      | Primo turno      | Primo turno | Primo turno |  |  | Secondo turno | Secondo turno | Secondo turno | Secondo turno | Secondo turno |   |   | Ultimo turno | Ultimo turno | Ultimo turno | Ultimo turno | Ultimo turno |  |
|  |                  |                  |                  |             |             |  |  |               |               |               |               |               |   |   |              |              |              |              |              |  |
|  |                  |                  |                  |             |             |  |  |               |               |               |               |               |   |   |              |              |              |              |              |  |
|  |                  |                  |                  |             |             |  |  | 3             | Harel Levy    | Harel Levy    | 6             | 7             |   |   |              |              |              |              |              |  |
|  | Rohan Bopanna    | Rohan Bopanna    | Rohan Bopanna    | 6           | 6           |  |  |               | Rohan Bopanna | Rohan Bopanna | 4             | 63            |   |   |              |              |              |              |              |  |
|  | John Valenti     | John Valenti     | John Valenti     | 1           | 1           |  |  |               |               |               |               |               |   |   | 3            | Harel Levy   | Harel Levy   | 3            | 1            |  |
|  | Haydn Lewis      | Haydn Lewis      | Haydn Lewis      | 6           | 6           |  |  |               |               | 7             | Gilles Müller | Gilles Müller | 6 | 6 |              |              |              |              |              |  |
|  | Niko Karagiannis | Niko Karagiannis | Niko Karagiannis | 0           | 3           |  |  |               | Haydn Lewis   | Haydn Lewis   | 2             | 2             |   |   |              |              |              |              |              |  |
|  | 7                | Gilles Müller    | Gilles Müller    | 7           | 6           |  |  | 7             | Gilles Müller | Gilles Müller | 6             | 6             |   |   |              |              |              |              |              |  |
|  |                  | Chris Wettengel  | Chris Wettengel  | 65          | 2           |  |  |               |               |               |               |               |   |   |              |              |              |              |              |  |

### Sezione 4
|  | Primo turno    | Primo turno    | Primo turno    | Primo turno | Primo turno |  |  | Secondo turno | Secondo turno  | Secondo turno | Secondo turno | Secondo turno |   |   | Ultimo turno | Ultimo turno   | Ultimo turno   | Ultimo turno | Ultimo turno |  |
|  |                |                |                |             |             |  |  |               |                |               |               |               |   |   |              |                |                |              |              |  |
|  |                |                |                |             |             |  |  |               |                |               |               |               |   |   |              |                |                |              |              |  |
|  |                |                |                |             |             |  |  | 4             | S González     | 2             | 6             | 6(1)          |   |   |              |                |                |              |              |  |
|  | Olivier Sajous | Olivier Sajous | Olivier Sajous | 6           | 6           |  |  |               | Olivier Sajous | 6             | 2             | 7             |   |   |              |                |                |              |              |  |
|  | André Sá       | André Sá       | André Sá       | 2           | 2           |  |  |               |                |               |               |               |   |   |              | Olivier Sajous | Olivier Sajous | 2            | 4            |  |
|  | Frank Dancevic | Frank Dancevic | Frank Dancevic | 7           | 7           |  |  |               |                | 6             | Nick Lindahl  | Nick Lindahl  | 6 | 6 |              |                |                |              |              |  |
|  | Mark Verryth   | Mark Verryth   | Mark Verryth   | 5           | 64          |  |  |               | Frank Dancevic | 6             | 6             | 3             |   |   |              |                |                |              |              |  |
|  |                |                |                |             |             |  |  | 6             | Nick Lindahl   | 7             | 4             | 6             |   |   |              |                |                |              |              |  |
|  |                |                |                |             |             |  |  |               |                |               |               |               |   |   |              |                |                |              |              |  |